# Клајмакс Спрингс (Мисури)
Клајмакс Спрингс (енгл. Climax Springs) град је у америчкој савезној држави Мисури.

## Демографија
По попису из 2010. године број становника је 124, што је 44 (55,0%) становника више него 2000. године.
| Група             | 2000.      | 2010.       |
| Белци             | 78 (97,5%) | 119 (96,0%) |
| Афроамериканци    | 0 (0,0%)   | 0 (0,0%)    |
| Азијати           | 0 (0,0%)   | 0 (0,0%)    |
| Хиспаноамериканци | 0 (0,0%)   | 5 (4,0%)    |
| Укупно            | 80         | 124         |